# 沢渡温泉 (群馬県)
沢渡温泉（さわたりおんせん）は、群馬県吾妻郡中之条町にある温泉。

## 泉質
- カルシウム・ナトリウム-硫酸塩・塩化物温泉
  - 源泉温度55 ℃

肌に対する効能が高く、その美肌効果は「一浴玉の肌」と言われている。また、草津温泉での強酸性の湯治で荒れた肌を治す「草津温泉の仕上げ湯」としても知られる。
群馬県医師会温泉研究所附属沢渡病院があり、患者に温泉の効能や環境を利用したリハビリテーションが行われている。

## 温泉街
十数軒の旅館と一軒共同浴場が存在。

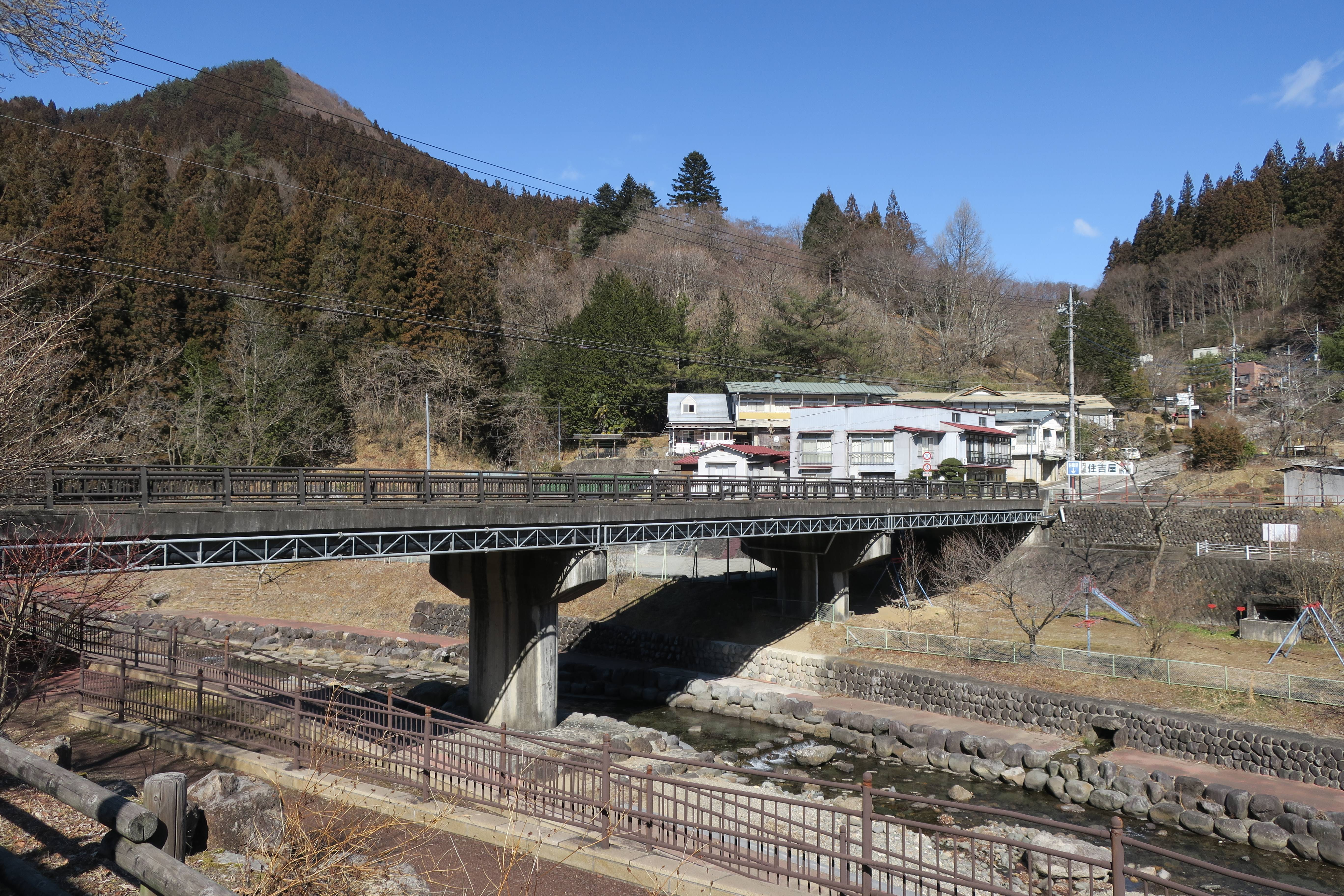
晩釣橋
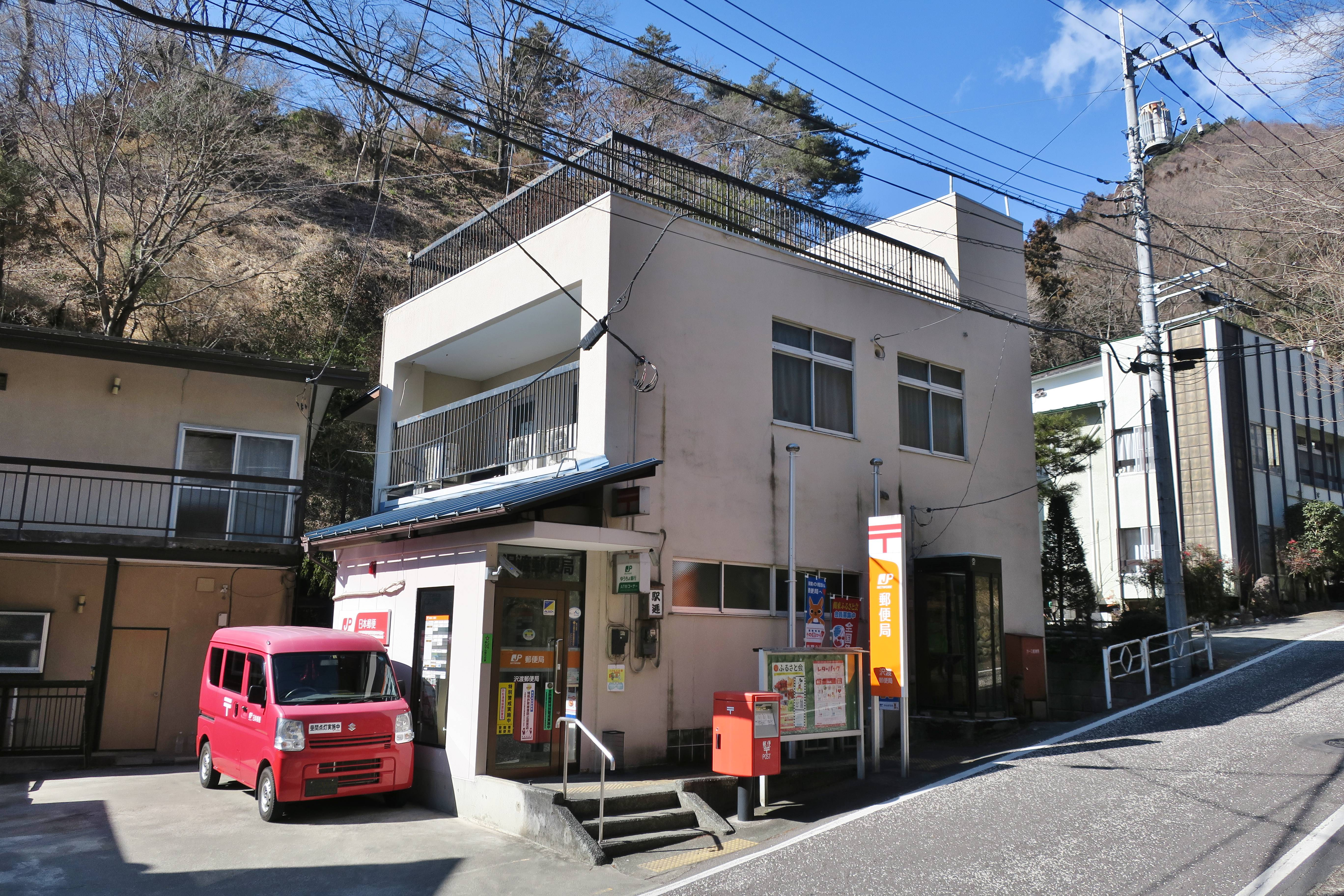
沢渡郵便局
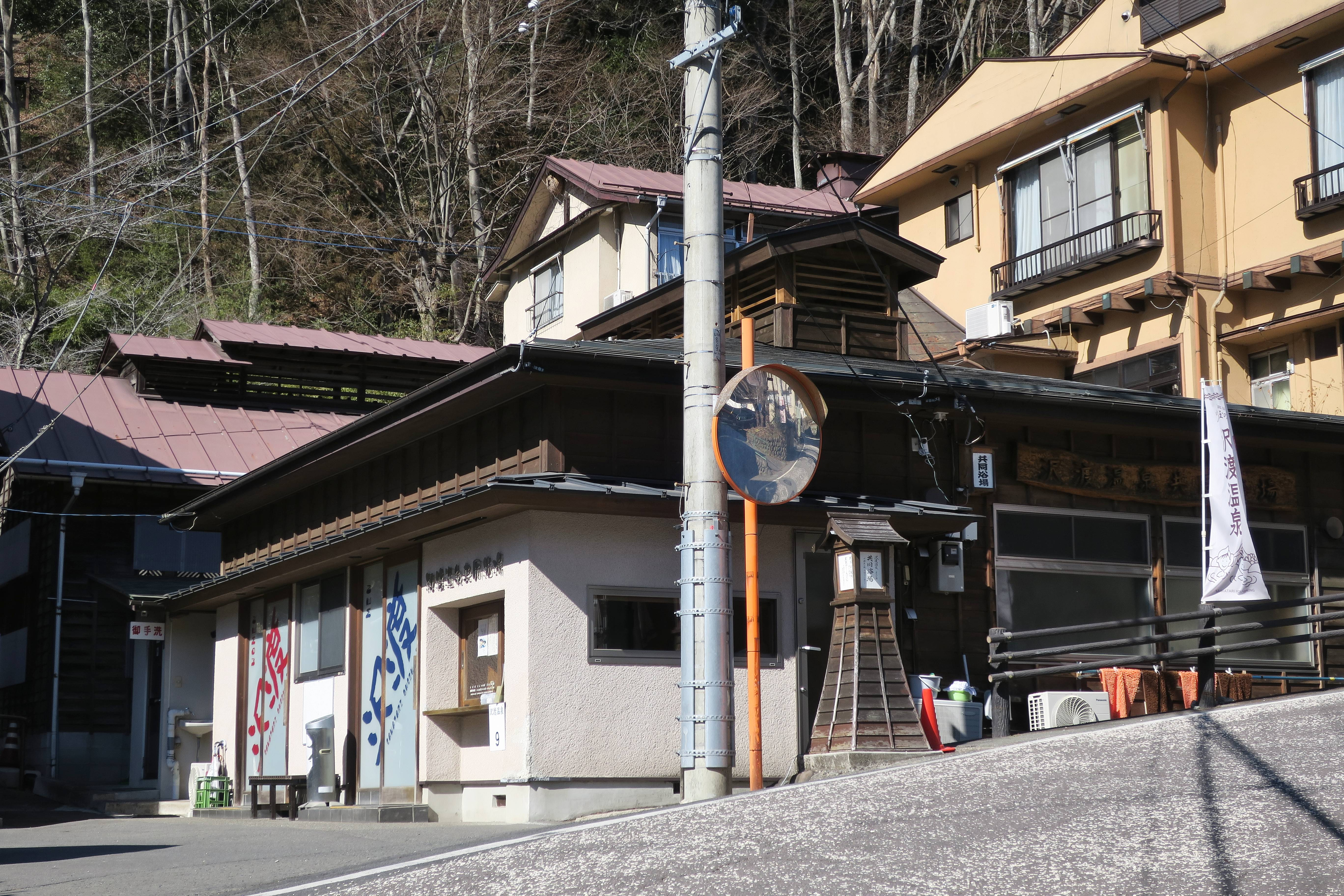
共同浴場
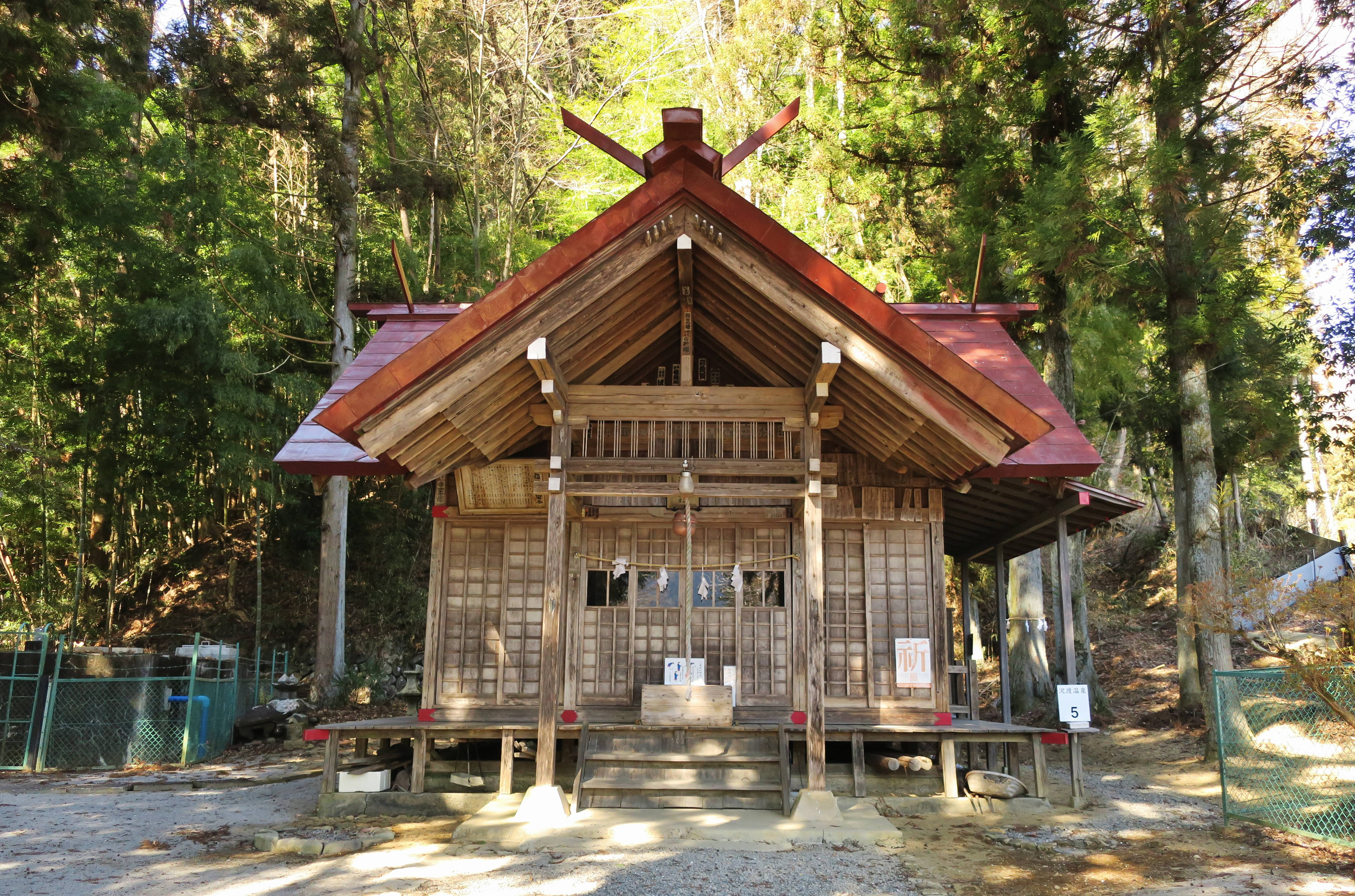
澤渡神社
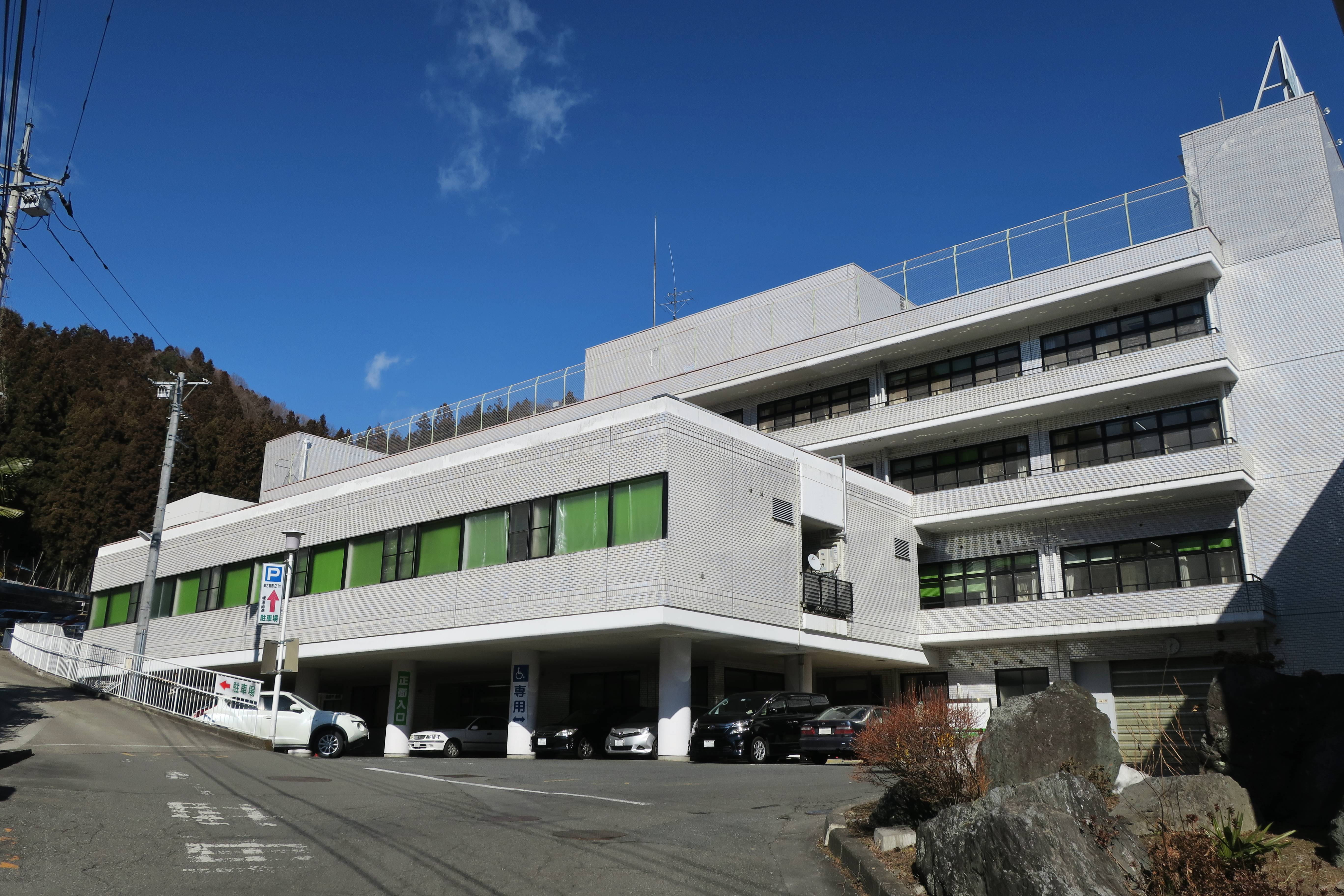
群馬リハビリテーション病院

## 歴史
開湯年代は不明。遺跡調査では縄文時代には既に温泉が湧出していたとも言われている。また1191年開湯の伝説もある。近隣の温泉地同様、源頼朝が入浴したとの伝説も残されている。
江戸時代には湯治場としても賑わい、高野長英、福田宗禎らも当地に立ち寄ったと言われる。
大正時代にも若山牧水が当地を訪れるなど、多くの文人らが訪問している。
1935年（昭和10年）9月26日 - 台風接近に伴う集中豪雨により温泉旅館36戸が土砂に押しつぶされる、流失するなどの被害。入浴客も巻き込まれて死者多数。
1945年（昭和20年）の火災で温泉街は壊滅したが、その14年後の1959年（昭和34年）に再び温泉地として復興している。

## アクセス
- 車：関越自動車道渋川伊香保ICより約60分。
- 公共交通機関：吾妻線中之条駅より関越交通バスで25分。